# Mit taktischem Geschick den Tigerberg erobert
Mit taktischem Geschick den Tigerberg erobert (chinesisch 智取威虎山, Pinyin Zhìqǔ wēi hǔshān) ist eine revolutionäre Pekingoper aus der Zeit der chinesischen Kulturrevolution.
Die Oper war eine der acht Modellopern, die während der Kulturrevolution unter Mao Zedongs Frau Jiang Qing geduldet waren.

## Hintergrund
Die Handlung basiert auf dem Roman Lin Hai Xue Yuan (chinesisch 林海雪原, Pinyin Lín hǎi xuě yuán), der auf eine Begebenheit im Jahr 1946, während des Chinesischen Bürgerkriegs zurückgeht, als der kommunistische Aufklärungssoldat Yang Zirong, eine Gruppe von „Banditen“ (Kuomintang) unterwanderte und damit den kommunistischen Soldaten zum Sieg verhalf.

## Adaption
1970 drehte der Regisseur Xie Tieli einen Film mit dem gleichen Titel.